# Château du Puy (Tercillat)
Pour les articles homonymes, voir Château du Puy.
Le Château du Puy est un château français du XVIIIe siècle bâti sur la commune de Tercillat, dans la Creuse. Depuis 1989 il est ouvert au public scolaire sur réservation pour des journées culturelles et présente une collection de costumes riche de 3 000 pièces.

## Historique
Cette demeure de hobereaux, à portes cochères du XVIIIe siècle, parquetées et restaurées, fut construite avec les moellons - pierres calcaires de constructions utilisées fréquemment au Moyen Âge - de l'ancien château féodal de Tercillat, lui-même ancienne commanderie des templiers, place de l'Église, et détruit à la Révolution. La terre et le chezal du Puy, du Podio en latin, sont mentionnés en 1237 dans les archives de M. de Villaines sur un parchemin en latin daté du 4 mai 1237 pour un procès entre P. de Mornac et P. fils de Clément. En 1282, Gilles Ajasson, qui en était le seigneur, les vendit à Roger de Brosse,, seigneur de Sainte-Sévère. Louis II de Brosse en fit don au chevalier Jehan Le Groing, seigneur de la Motte au Groing à la fin du XIVe siècle, et qui lui-même les revendit à Pierre Guionnet.
En 1395, Pierre II de Brosse ratifia la vente ainsi faite, le samedi 24 janvieraprès la fête de Saint Antoine. Le fief du Puy se retrouve aux mains de Marguerite, femme de Loys de la Vigne, seigneur de Maransanges en 1509. Peu après, le fief et le château passa à Claude Bochier, seigneur de la Maison-Neuve et de Lage-Saint-Paul qui le garda au moins jusqu'en 1578. Le Puy fut réuni à la seigneurie de Tercillat - qui était une ville à l'époque médiévale - par Jean de Noblet,. À sa mort, le château et le fief du Puy fut séparé de la seigneurie de Tercillat et passa à son fils Gilbert de Noblet. Le château passa ensuite à la fille de Gilbert, Marie-Agnès de Noblet qui en fit hommage en 1733 alors qu'elle était veuve de Sylvain de Durat (seigneur de La Cellette). Peu après la mort de Marie-Agnès de Noblet (vers 1745), le fief passa à dame Sylvie-Claire de la Chapelle, femme de Claude de Vauchaussade, seigneur de Brousse. En 1749, par procuration, son fermier Jean-Baptiste Porcher en fit hommage à Germain de Flexelles, seigneur de Sainte-Sévère.
Quelques mois après, Claude de Vauchaussade le vendit à Claude-Bertrand de Beaumont, seigneur de Tercillat qui lui-même en fit hommage en 1750; la seigneurie du Puy, vaste maison carrée à un kilomètre au nord-ouest de Tercillat, reste liée aux propriétaires de la terre de Tercillat et passa ainsi en 1816 dans la famille de Beaufranchet et leurs descendants, les barons de Wildemberg. Tercillac, les terres du Puy, les métairies du Pontet et du Bois Huguet constituaient l'un des plus anciens et importants fiefs des seigneurs de Sainte-Sévère et de l'abbaye de Déols dans l'Indre près de Châteauroux ; elles devinrent creusoises à la Révolution.
Agnès de Noblet fournit en 1736 un aveu détaillé du fief du Puy, au moment de la réunification par Jean de Noblet, et le décrit comme une « maison seigneuriale (…) en deux corps de logis renfermés dans une cour à l'entrée de laquelle se trouvait un portal et sur iceluy un collombier ». Le château du Puy, habité en 1816 par Claude Amable de Beaufranchet (futur propriétaire du château de Moisse en Creuse), jouxtant l'abbaye de Prébenoît sur la commune de Bétête, acquis au baron Bernard de Wildemberg en 1976 chez Maître Louis, notaire à Sainte-Sévère par Charles Rousseaux, et ses dépendances — douze hectares de forêts, ruisseaux classés, étangs, coteaux, carrière de pierres naturelles, parc aux cerfs, ferme, cour de ferme médiévale, four à pain, colombier médiéval, potager, fourneau en maçonnerie du XVIIIe siècle à l'office, horloge révolutionnaire, bergerie avec outils d'autrefois, caves voûtées, viviers — est restauré et mis en scène par les cinq petits-enfants de la comtesse de Maussion de Candé.

## Description
Construit en 1789 avec les pierres (dont une avec une croix de templier) du château féodal de Tercillat, détruit à la Révolution. Considéré comme inachevé dans les années 1894 au moment où il appartenait à MM. d'Abadie et de Wildemberg, sa charpente était placée sur le rez-de-chaussée. Il recèle dans ses murs des têtes de templiers, un escalier et des cheminées prélevés dans ce même château et un colombier médiéval.

## Valorisation du patrimoine
Le château du Puy  et ses 3 000 costumes,, site labellisé[Quoi ?] par la Fondation du patrimoine, est ouvert au public et aux écoles depuis 1989. Les salles de spectacle, la cour de ferme médiévale, le pigeonnier médiéval, la demeure du XVIIe siècle et le parc aux cerfs peuvent être visités tout au long de l'année sur réservation et lors des journées du patrimoine. Diverses animations s'y déroulent,.

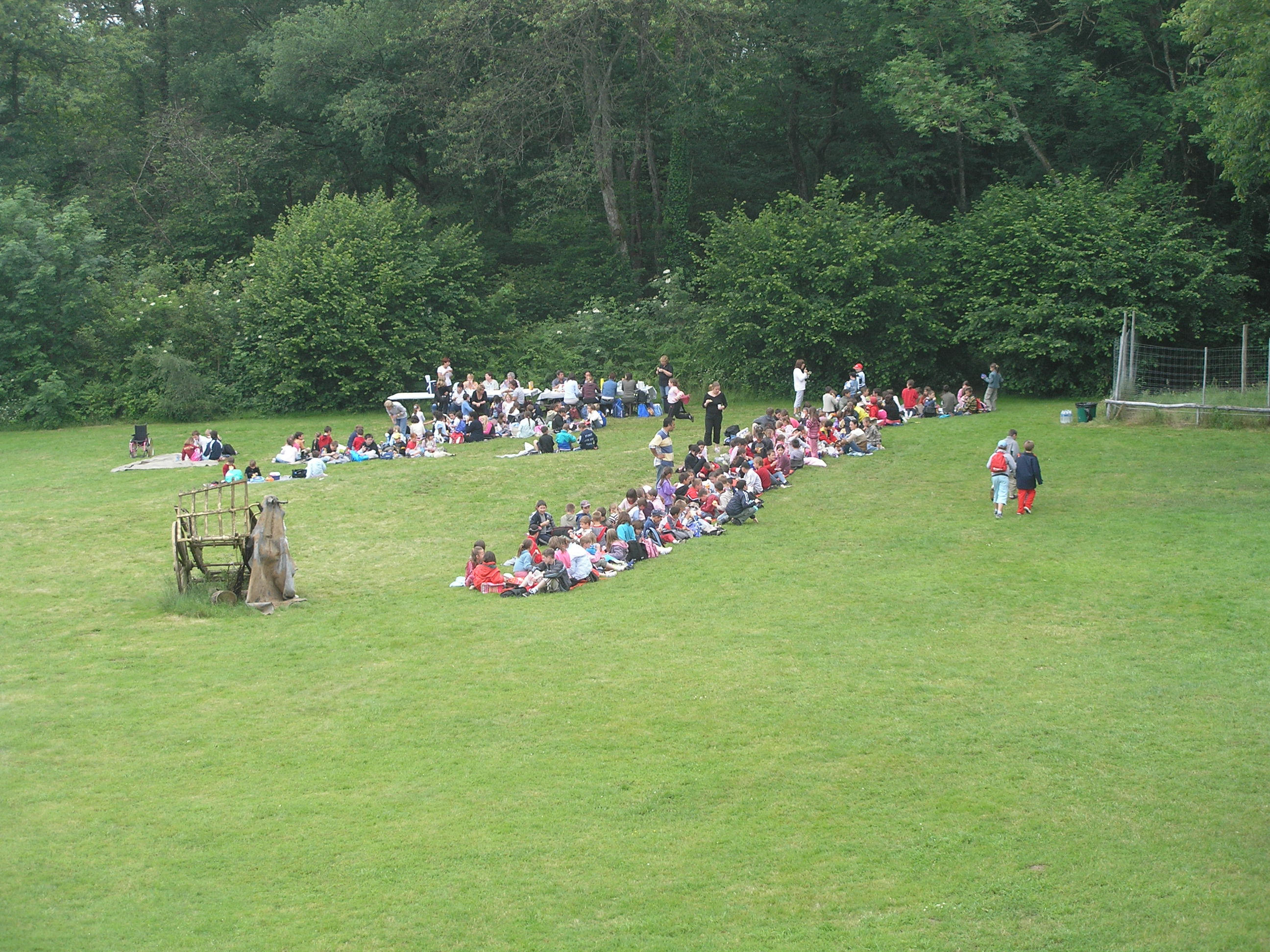
Pique-nique scolaire dans le parc.
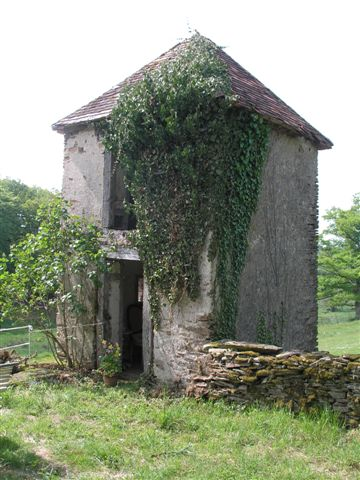
Le colombier.
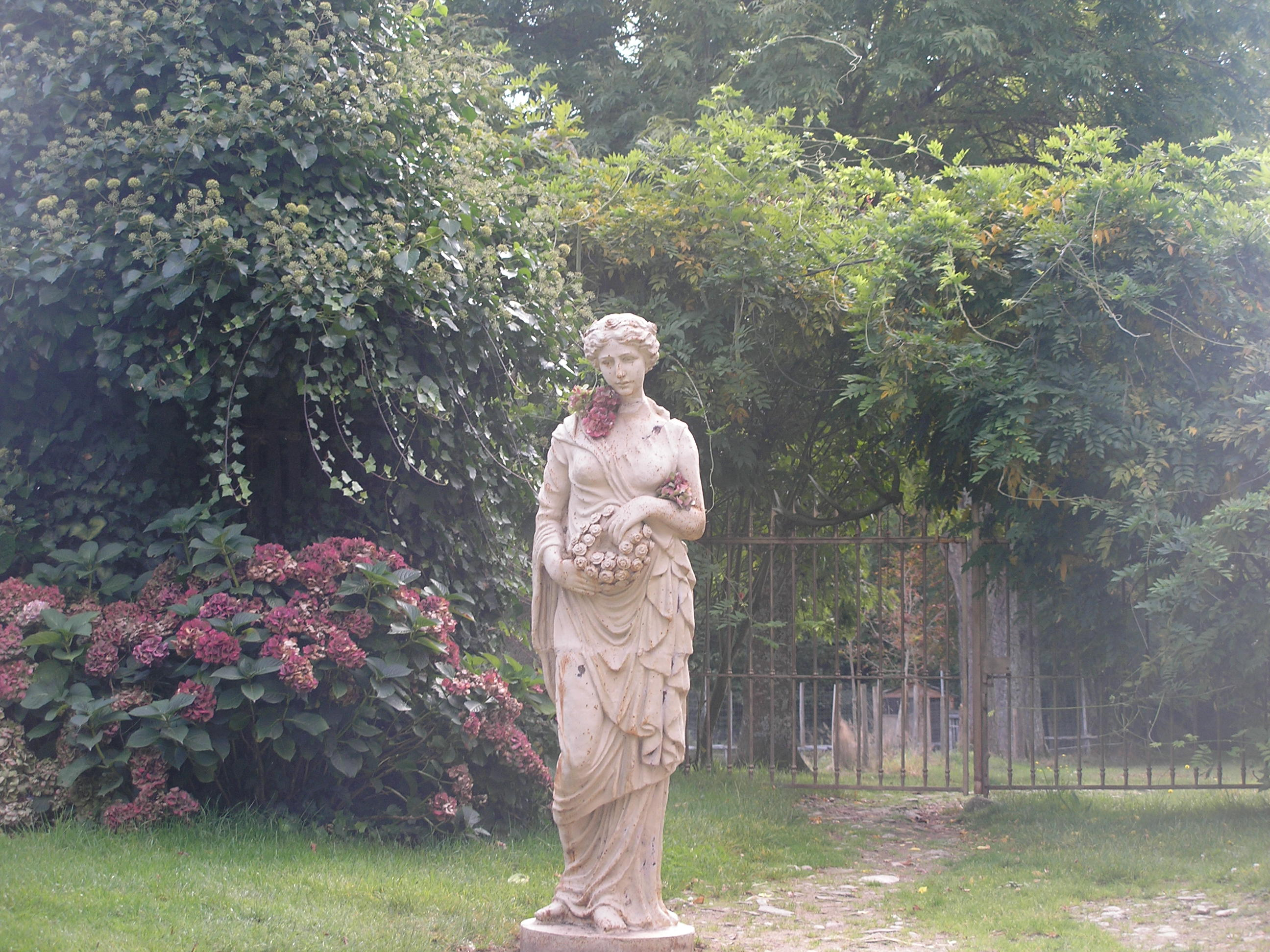
Le parc aménagé.